# Patinação de velocidade nos Jogos Olímpicos de Inverno de 2014 - Perseguição por equipes feminino
As competições de perseguição por equipes femininas da patinação de velocidade nos Jogos Olímpicos de Inverno de 2014 foram disputadas na Adler Arena em Sóchi, entre 22 e 23 de fevereiro de 2014.

## Medalhistas
|  | NED Países Baixos                                         |  | POL Polônia                                                                   |  | RUS Rússia                                                        |
|  | Jorien ter Mors Marrit Leenstra Ireen Wüst Lotte van Beek |  | Katarzyna Bachleda-Curuś Natalia Czerwonka Luiza Złotkowska Katarzyna Woźniak |  | Olga Graf Yekaterina Lobysheva Yuliya Skokova Yekaterina Shikhova |

## Recordes
Antes desta competição, os recordes mundiais e olímpicos da prova eram os seguintes:
| Tipo | Atleta                                                            | Tempo       | Local   | Data                    |
| ---- | ----------------------------------------------------------------- | ----------- | ------- | ----------------------- |
|      | Canadá · Christine Nesbitt · Kristina Groves · Brittany Schussler | 2:55.79 min | Calgary | 6 de dezembro de 2009   |
|      | Canadá · Christine Nesbitt · Kristina Groves · Brittany Schussler | 3:01.24 min | Turim   | 15 de fevereiro de 2006 |

Um novo recorde olímpico foi estabelecido durante a competição:
| Tipo | Atleta                                                            | Tempo       | Local   | Data                    |
| ---- | ----------------------------------------------------------------- | ----------- | ------- | ----------------------- |
|      | Canadá · Christine Nesbitt · Kristina Groves · Brittany Schussler | 2:55.79 min | Calgary | 6 de dezembro de 2009   |
|      | Países Baixos · Marrit Leenstra · Jorien ter Mors · Ireen Wüst    | 2:58.05 min | Sóchi   | 22 de fevereiro de 2014 |

## Resultados
|  | Quartas de final | Quartas de final   | Quartas de final |             |           | Semifinal         | Semifinal           | Semifinal           |                     |  | Final | Final             | Final   |
|  |                  |                    |                  |             |           |                   |                     |                     |                     |  |       |                   |         |
|  | 1                | NED Países Baixos  | 2:58.61          |             |           |                   |                     |                     |                     |  |       |                   |         |
|  | 7                | USA Estados Unidos | 3:02.21          |             |           |                   |                     |                     |                     |  |       |                   |         |
|  | 7                | USA Estados Unidos | 3:02.21          |             | 1         | NED Países Baixos | 2:58.43             |                     |                     |  |       |                   |         |
|  |                  |                    |                  |             | 1         | NED Países Baixos | 2:58.43             |                     |                     |  |       |                   |         |
|  |                  | 4                  | JPN Japão        | 3:10.19     |           |                   |                     |                     |                     |  |       |                   |         |
|  | 4                | 4                  | JPN Japão        | 3:10.19     | JPN Japão | 3:03.99           |                     |                     |                     |  |       |                   |         |
|  | 4                |                    |                  |             | JPN Japão | 3:03.99           |                     |                     |                     |  |       |                   |         |
|  | 5                | KOR Coreia do Sul  | 3:05.28          |             |           |                   |                     |                     |                     |  |       |                   |         |
|  |                  |                    |                  |             |           |                   |                     |                     |                     |  | 1     | NED Países Baixos | 2:58.05 |
|  |                  |                    | 2                | POL Polônia | 3:05.55   |                   |                     |                     |                     |  |       |                   |         |
|  | 3                | CAN Canadá         | 3:02.06          |             |           |                   |                     |                     |                     |  |       |                   |         |
|  | 6                | RUS Rússia         | 3:01.53          |             |           |                   |                     |                     |                     |  |       |                   |         |
|  | 6                | RUS Rússia         | 3:01.53          |             | 6         | RUS Rússia        | 3:02.09             |                     |                     |  |       |                   |         |
|  |                  |                    |                  |             | 6         | RUS Rússia        | 3:02.09             |                     |                     |  |       |                   |         |
|  |                  | 2                  | POL Polônia      | 3:00.60     |           |                   | Disputa pelo bronze | Disputa pelo bronze | Disputa pelo bronze |  |       |                   |         |
|  | 2                | POL Polônia        | 3:02.12          |             |           |                   | 4                   | JPN Japão           | 3:02.57             |  |       |                   |         |
|  | 8                | NOR Noruega        | 3:05.13          |             |           |                   |                     |                     |                     |  | 6     | RUS Rússia        | 2:59.73 |

### Quartas de final
| Pos.               | País               | Atletas                                                     | Tempo   | Diferença | Notas       |
| ------------------ | ------------------ | ----------------------------------------------------------- | ------- | --------- | ----------- |
| Quartas de final 1 |                    |                                                             |         |           |             |
| 1                  | RUS Rússia         | Olga Graf Yekaterina Lobysheva Yuliya Skokova               | 3:01.53 | —         | Semifinal 1 |
| 2                  | CAN Canadá         | Kali Christ Christine Nesbitt Brittany Schussler            | 3:02.06 | +0.53     | Final C     |
| Quartas de final 2 |                    |                                                             |         |           |             |
| 1                  | POL Polônia        | Katarzyna Bachleda-Curuś Natalia Czerwonka Luiza Złotkowska | 3:02.12 | —         | Semifinal 1 |
| 2                  | NOR Noruega        | Hege Bøkko Mari Hemmer Ida Njåtun                           | 3:05.13 | +3.01     | Final D     |
| Quartas de final 3 |                    |                                                             |         |           |             |
| 1                  | JPN Japão          | Misaki Oshigiri Maki Tabata Nana Takagi                     | 3:03.99 | —         | Semifinal 2 |
| 2                  | KOR Coreia do Sul  | Kim Bo-reum Noh Seon-yeong Yang Shin-young                  | 3:05.28 | +1.29     | Final D     |
| Quartas de final 4 |                    |                                                             |         |           |             |
| 1                  | NED Países Baixos  | Jorien ter Mors Lotte van Beek Ireen Wüst                   | 2:58.61 | —         | Semifinal 2 |
| 2                  | USA Estados Unidos | Brittany Bowe Heather Richardson Jilleanne Rookard          | 3:02.21 | +3.60     | Final C     |

### Semifinais
| Pos.        | País              | Atletas                                                     | Tempo   | Diferença | Notas   |
| ----------- | ----------------- | ----------------------------------------------------------- | ------- | --------- | ------- |
| Semifinal 1 |                   |                                                             |         |           |         |
| 1           | POL Polônia       | Katarzyna Bachleda-Curuś Natalia Czerwonka Luiza Złotkowska | 3:00.60 | —         | Final A |
| 2           | RUS Rússia        | Olga Graf Yekaterina Shikhova Yuliya Skokova                | 3:02.09 | +1.49     | Final B |
| Semifinal 2 |                   |                                                             |         |           |         |
| 1           | NED Países Baixos | Marrit Leenstra Jorien ter Mors Ireen Wüst                  | 2:58.43 | —         | Final A |
| 2           | JPN Japão         | Misaki Oshigiri Ayaka Kikuchi Nana Takagi                   | 3:10.19 | +11.76    | Final B |

### Finais
| Pos               | País               | Atetas                                                      | Tempo   | Diferença | Notas            |
| ----------------- | ------------------ | ----------------------------------------------------------- | ------- | --------- | ---------------- |
| Final A           |                    |                                                             |         |           |                  |
| Medalha de ouro   | NED Países Baixos  | Marrit Leenstra Jorien ter Mors Ireen Wüst                  | 2:58.05 | —         | Recorde olímpico |
| Medalha de prata  | POL Polônia        | Katarzyna Bachleda-Curuś Katarzyna Woźniak Luiza Złotkowska | 3:05.55 | +7.50     |                  |
| Final B           |                    |                                                             |         |           |                  |
| Medalha de bronze | RUS Rússia         | Olga Graf Yekaterina Lobysheva Yuliya Skokova               | 2:59.73 | —         |                  |
| 4                 | JPN Japão          | Misaki Oshigiri Maki Tabata Nana Takagi                     | 3:02.57 | +2.84     |                  |
| Final C           |                    |                                                             |         |           |                  |
| 5                 | CAN Canadá         | Ivanie Blondin Kali Christ Brittany Schussler               | 3:02.04 | —         |                  |
| 6                 | USA Estados Unidos | Brittany Bowe Heather Richardson Jilleanne Rookard          | 3:03.77 | +1.73     |                  |
| Final D           |                    |                                                             |         |           |                  |
| 7                 | NOR Noruega        | Hege Bøkko Camilla Farestveit Ida Njåtun                    | 3:08.35 | —         |                  |
| 8                 | KOR Coreia do Sul  | Kim Bo-reum Noh Seon-yeong Yang Shin-young                  | 3:11.54 | +3.19     |                  |

Legenda
| Recorde mundial      | Recorde mundial (World record)               |                       | Recorde africano                      | Recorde africano (African) |                                           | Q | Classificado por posição (Qualified) |
| Recorde olímpico     | Recorde olímpico (Olympic record)            | Recorde da América    | Recorde da América (Americas)         | q                          | Classificado por melhor tempo (Qualified) |   |                                      |
| Melhor marca do ano  | Melhor marca do ano (World leading)          | Recorde asiático      | Recorde asiático (Asian)              | DNS                        | Não largou (Did not start)                |   |                                      |
| Recorde nacional     | Recorde nacional (National record)           | Recorde europeu       | Recorde europeu (European)            | DNF                        | Não terminou (Did not finish)             |   |                                      |
| Recorde pessoal      | Recorde pessoal do atleta (Personal best)    | Recorde da Oceania    | Recorde da Oceania (Oceania)          | DSQ / DQ                   | Desclassificado (Disqualified)            |   |                                      |
| Recorde da temporada | Recorde da temporada do atleta (Season best) | Recorde sul-americano | Recorde sul-americano (South America) | NM                         | Sem marca (No mark)                       |   |                                      |